# گاراژبند
گاراژبند (به انگلیسی: GarageBand) یک نرم‌افزار کاربردی برای سیستم‌عامل‌های اواس‌ده و آی‌اواس است که کاربر به کمک آن می‌تواند موسیقی یا پادکست تولید کند.این نرم‌افزار که توسط شرکت اپل توسعه یافته‌است، بخشی از آی‌لایف محسوب می‌شود.